# عملية السندان
عملية السندان هي عبارة عن سلسلة من 21 تجربة نووية أجرتها الولايات المتحدة بين عامي 1975-1976 في موقع اختبار نيفادا. سبقت هذه الاختبارات سلسلة عملية حجر الأساس وتلتها سلسلة عملية نقطة الإرتكاز.